# Hamipterus
Hamipterus byl rod pterodaktyloidního ptakoještěra z kladu Pteranodontoidea, který žil v období spodní křídy (asi před 120 miliony let) na území dnešní severovýchodní Číny.

## Charakteristika
Zajímavá je zejména kvalita zachování jeho fosilií, které jsou stále ve své původní trojrozměrné podobě a vykazují množství anatomických detailů. V roce 2017 byla publikována studie o objevu a výzkumu 200 skvěle zachovaných vajec (s 16 embryi), která umožňují paleontologům učinit si lepší představu o rozmnožování a péči o mláďata u těchto aktivně létajících druhohorních plazů.

## Význam
Hamipterus patří k nejvýznamnějším rodům ptakoještěrů, které současná paleontologie zná, a to zejména díky kvalitně zachovaným fosilním vejcím a embryím. Pro výzkum a preparaci fosilií tohoto raně křídového pterosaura jsou proto dnes využívány nejnovější a nejšetrnější postupy, jako je elektrokinetická metoda.